# سفينة

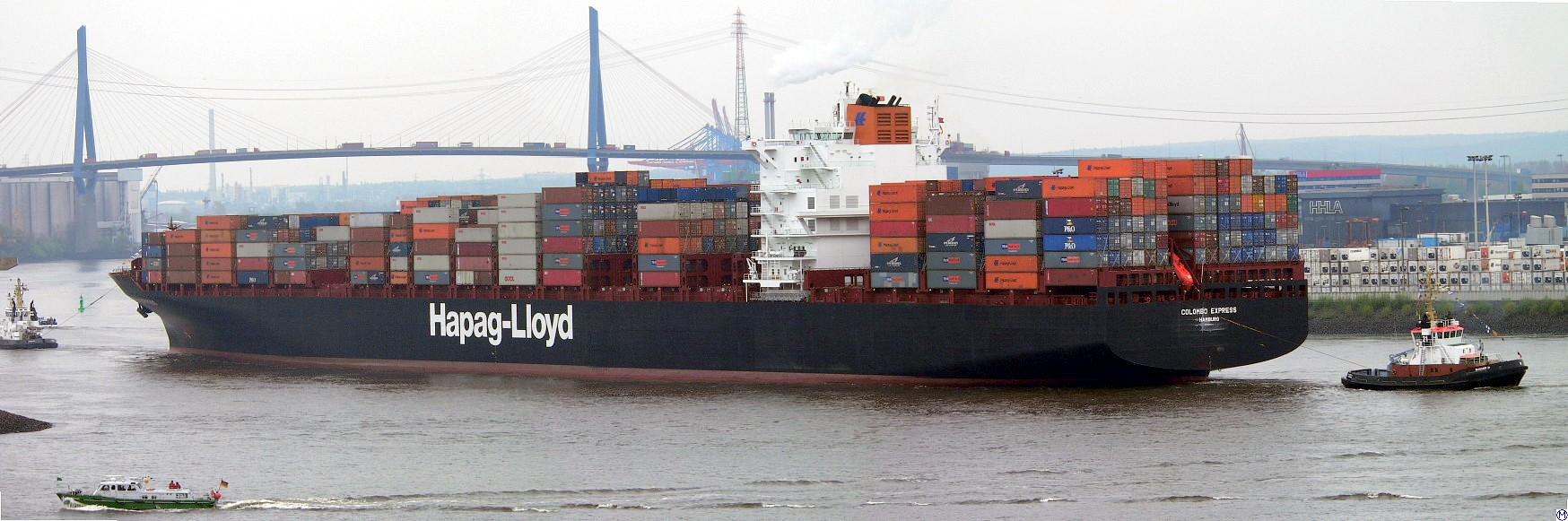
سفينة نقل حاويات توضع البضائع داخل حاويات وتوضع على ظهر السفينة.

سفينة شراعية كويتية عام 1938.

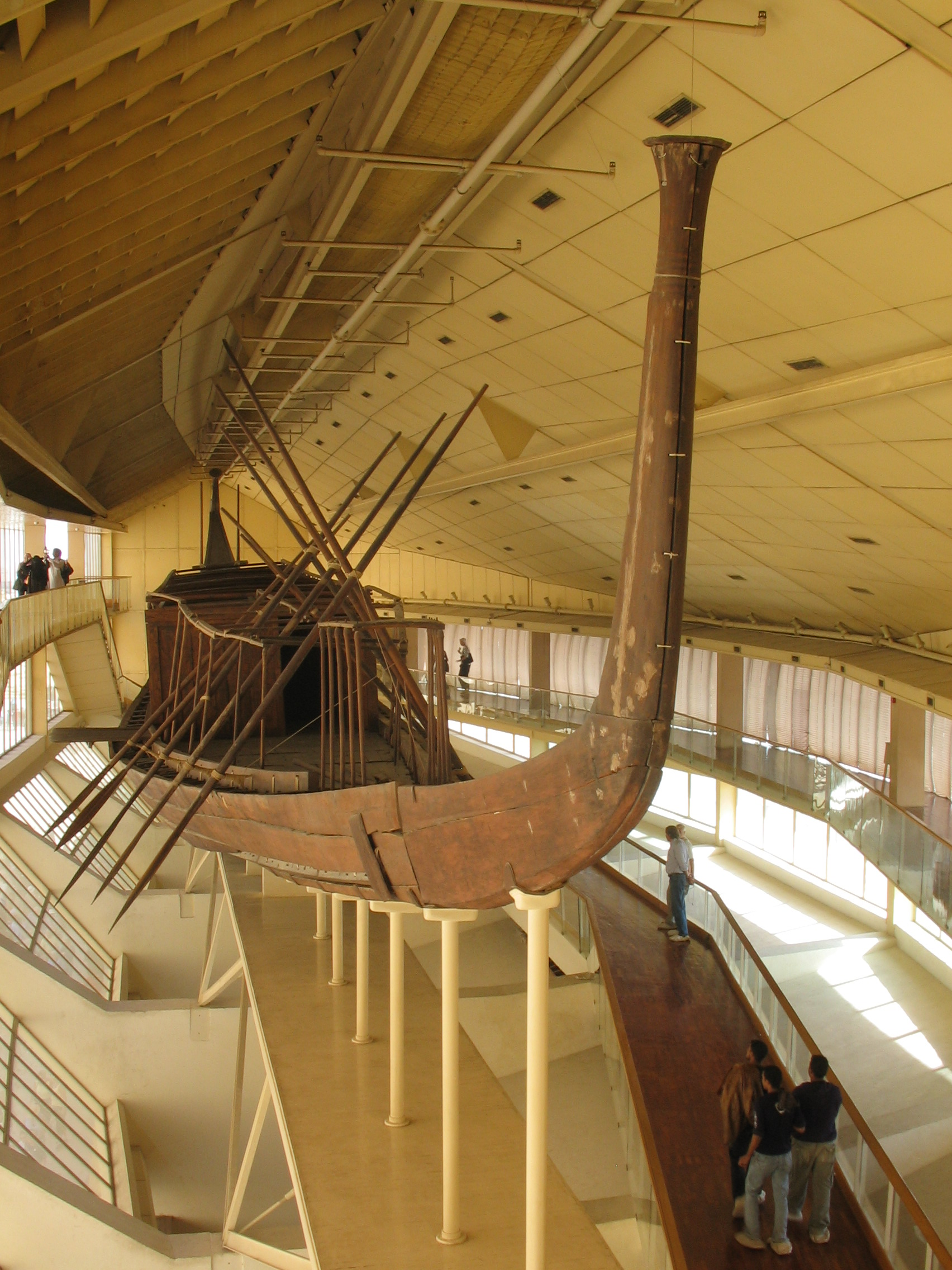
سفينة مراكب الشمس.

السفينة هي وسيلة نقل عامة للإنسان والبضائع فوق الماء، استخدمها الإنسان منذ القدم للتنقل على المسطحات المائية وهي أحد أعمدة التجارة والنقل الحديث.
على الرغم من صناعتها من الحديد الأعلى كثافة من الماء ووزنها وما بها من حمولة ثقيله الذي يصل إلى عشرات الآلاف من الأطنان فإنها تطفو فوق سطح الماء بسبب قوة الدفع الناتجة عن الفراغات الداخلية للسفينة المملوءة بالهواء أو بسائل أخف كثافة من الماء والذي يجعل الكثافة الكلية النسبية للسفينة أقل من كثافة الماء فتطفو فوق سطح الماء.

## الهندسة المعمارية
مزيد من المعلومات: العمارة البحرية
توجد بعض المكونات في السفن من أي حجم والغرض. كل سفينة لها بدن من نوع ما. كل وعاء لديه نوع من الدفع، سواء كان عمودًا أو ثورًا أو مفاعلًا نوويًا. معظم السفن لديها نوع من نظام التوجيه. الخصائص الأخرى شائعة، ولكنها ليست عامة، مثل المقصورات والحواجز والبنية الفوقية والمعدات مثل المراسي والرافعات.

### الهيكل
يتحمل جسم السفينة ظروفًا قاسية في البحر، في الأحوال الجوية السيئة، لكي تطفو السفينة، يجب أن يكون وزنها أقل من وزن الماء الذي أزاحه هيكل السفينة.  هناك العديد من أنواع الهياكل، من جذوع الأشجار المربوطة معًا لتشكيل طوف إلى الهياكل المتقدمة للمراكب الشراعية في كأس أمريكا. قد يكون للسفينة بدن واحد (يسمى تصميم أحادي الهيكل)، واثنان في حالة القوارب، أو ثلاثة في حالة التريماران. السفن التي تحتوي على أكثر من ثلاثة أجسام نادرة، ولكن تم إجراء بعض التجارب بتصميمات مثل البنتاماران. تكون الهياكل المتعددة بشكل عام متوازية مع بعضها البعض ومتصلة بأذرع صلبة.
الهياكل لها عدة عناصر. والقوس هو الجزء الأهم من جسم السفينة. تتميز العديد من السفن بقوس بصلي الشكل. تقع العارضة في الجزء السفلي من البدن، وتمتد بطول السفينة بالكامل. يُعرف الجزء الخلفي من الهيكل باسم المؤخرة، والعديد من الهياكل لها ظهر مسطح يُعرف باسم العارضة. تشمل ملحقات الهيكل الشائعة مراوح للدفع، ودفات للتوجيه، ومثبتات لقمع حركة دوران السفينة. يمكن أن تكون ميزات الهيكل الأخرى مرتبطة بعمل السفينة، مثل معدات الصيد وقباب السونار.
تخضع الهياكل للعديد من القيود الهيدروستاتيكية والهيدروديناميكية. يتمثل العائق الهيدروستاتيكي الرئيسي في أنه يجب أن يكون قادرًا على دعم وزن القارب بالكامل، والحفاظ على الاستقرار حتى مع توزيع الوزن غير المتساوي في كثير من الأحيان. تشمل القيود الهيدروديناميكية القدرة على تحمل موجات الصدمات، وتصادم الطقس، والتأريض.
غالبًا ما تحتوي السفن القديمة ومراكب النزهة على أجسام خشبية أو بها هياكل خشبية. يستخدم الصلب لمعظم السفن التجارية. غالبًا ما يستخدم الألمنيوم للسفن السريعة، وغالبًا ما توجد المواد المركبة في المراكب الشراعية ومراكب النزهة. بعض السفن صنعت بهياكل خرسانية.

### أنظمة الدفع
المقال الرئيسي: الدفع البحري
غرفة محرك السفينة
تنقسم أنظمة الدفع للسفن إلى ثلاث فئات: الدفع البشري، والإبحار، والدفع الميكانيكي. يشمل الدفع البشري التجديف، والذي كان يستخدم حتى فيالقوادس الكبيرة. يتكون الدفع عن طريق الشراع عمومًا من شراع يتم رفعه على سارية منتصبة، مدعومًا بالإقامات والسدود ويتحكم فيه الحبال. كانت أنظمة الشراع هي الشكل السائد للدفع حتى القرن التاسع عشر. يتم استخدامها الآن بشكل عام للاستجمام والمنافسة، على الرغم من استخدام أنظمة الشراع التجريبية، مثل التوربينات، والأجنحة الدوارة، والأجنحة على السفن الحديثة الأكبر لتوفير الوقود.
الميكانيكية أنظمة الدفع تتكون عادة من محرك أو محرك تحول المروحة، أو أقل في كثير من الأحيان، والمكره أو موجة الدفع زعانف. تم استخدام المحركات البخارية لأول مرة لهذا الغرض، ولكن تم استبدالها في الغالب بمحركات ديزل ثنائية أو رباعية الأشواط، ومحركات خارجية، ومحركات توربينات غازية على سفن أسرع. المفاعلات النووية تستخدم إنتاج البخار لدفع السفن الحربية وكاسحات الثلج، وكانت هناك محاولات للاستفادة منها للسفن التجارية السلطة.
بالإضافة إلى مراوح الملعب التقليدية الثابتة والقابلة للتحكم، هناك العديد من الاختلافات المتخصصة، مثل مراوح الدوران العكسي والمراوح ذات نمط الفوهة. تحتوي معظم السفن على مروحة واحدة، ولكن قد تحتوي بعض السفن الكبيرة على ما يصل إلى أربعة مراوح مزودة بدوافع عرضية للمناورة في الموانئ. يتم توصيل المروحة بالمحرك الرئيسي عن طريق عمود المروحة، وفي حالة المحركات متوسطة وعالية السرعة، يتم توصيل علبة تروس تخفيض السرعة. تحتوي بعض السفن الحديثة على مجموعة نقل الحركة التي تعمل بالديزل والكهرباء حيث يتم تشغيل المروحة بواسطة محرك كهربائي يعمل بواسطة مولدات السفينة.

### أنظمة التوجيه
بالنسبة للسفن المزودة بأنظمة دفع مستقلة لكل جانب، مثل المجاديف اليدوية أو بعض المجاذيف،  قد لا تكون أنظمة التوجيه ضرورية. في معظم التصميمات، مثل القوارب التي يتم دفعها بواسطة المحركات أو الأشرعة، يصبح نظام التوجيه ضروريًا. الأكثر شيوعًا هو الدفة، وهي طائرة مغمورة تقع في الجزء الخلفي من الهيكل. يتم تدوير الدفات لتوليد قوة جانبية تعمل على تدوير القارب. يمكن تدوير الدفات بواسطة محراث أو عجلات يدوية أو أنظمة كهروهيدروليكية. تجمع أنظمة الطيار الآلي بين الدفات الميكانيكية وأنظمة الملاحة. تستخدم المراوح الأنبوبية أحيانًا للتوجيه.
بعض أنظمة الدفع هي بطبيعتها أنظمة توجيه. ومن الأمثلة على ذلك محرك خارجي، والدافع القوس، ومحرك زد"z".

### الحواجز والمقصورات والبنية الفوقية
تحتوي القوارب والسفن الأكبر بشكل عام على العديد من الطوابق والمقصورات. منفصلة المرسى والرؤساء والاطلاع على المراكب الشراعية على مدى نحو 25 قدما (7.6 متر). تحتوي قوارب الصيد وسفن الشحن عادةً على واحد أو أكثر من عنابر الشحن. تحتوي معظم السفن الكبيرة على غرفة محركات، ومطبخ، ومقصورات مختلفة للعمل. تستخدم الخزانات لتخزين الوقود وزيت المحرك والمياه العذبة. تم تجهيز خزانات الصابورة لتغيير تقليم السفينة وتعديل ثباتها.
تم العثور على الهياكل الفوقية فوق السطح الرئيسي. على المراكب الشراعية، عادة ما تكون منخفضة جدًا. في سفن الشحن الحديثة، توجد دائمًا بالقرب من مؤخرة السفينة. على سفن الركاب والسفن الحربية، يمتد الهيكل العلوي بشكل عام إلى الأمام.

### معدات
تختلف معدات السفن من سفينة إلى أخرى اعتمادًا على عوامل مثل عصر السفينة والتصميم ومنطقة التشغيل والغرض. تتضمن بعض أنواع المعدات الموجودة على نطاق واسع ما يلي:
- يمكن أن تكون الصواري موطنًا للهوائيات وأضواء الملاحة وأجهزة الإرسال والاستقبال بالرادار وإشارات الضباب والأجهزة المماثلة التي يتطلبها القانون غالبًا.
- يشمل العتلة الأرضية معدات مثل روافع الإرساء، والزجاج الأمامي، والمراسي. تستخدم المراسي لرسو السفن في المياه الضحلة. هم متصلون بالسفينة بحبل أو سلسلة. في السفن الكبيرة، تمر السلسلة عبر ماسورة زعرور .
- معدات البضائع مثل الرافعات وازدهار البضائع تستخدم لتحميل وتفريغ البضائع ومخازن السفن.
- معدات السلامة مثل قوارب النجاة، قوارب النجاة، وسترات النجاة، تتم على متن العديد من السفن لاستخدامها في حالات الطوارئ.

## تصنيف السفن

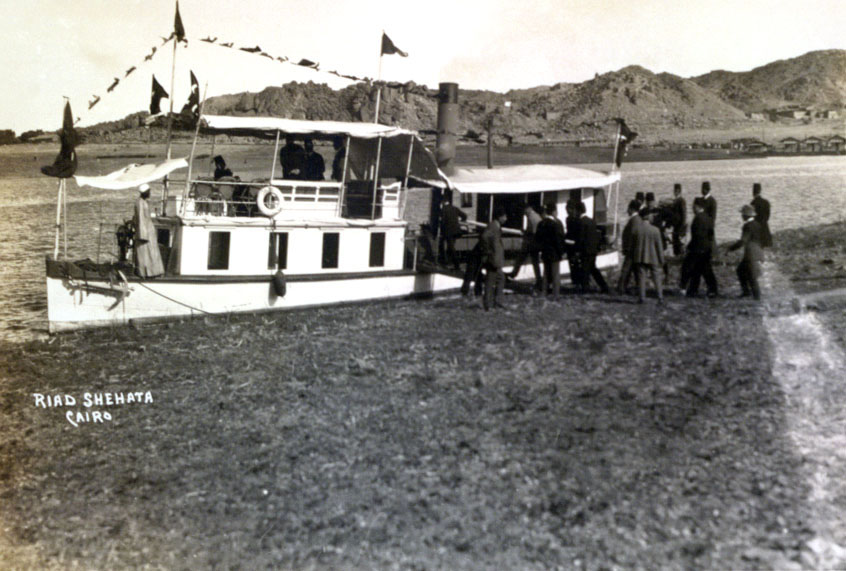
باخرة نيلية في العشرينات.

توجد عدة أنواع من السفن يمكن تصنيفها حسب مجالات استعمالاتها، طرق دفعها وحجمها.
سفن بضائع
وهي المستخدمة في نقل البضائع على سطح الأرض بين الدول والقارات وهي الأكثر عددا بين السفن العاملة ولها عدة أنواع مثل:
ناقلة نفط تحمل المحروقات.
ناقلة غاز تحمل المحروقات المسيلة في درجة حرارة منخفضة.
ناقلة بضائع صب تحمل المنتجات المنجمية والحبوب.
ناقلة مواد كيميائية تحمل المواد الكيميائية.
ناقلة حاويات تنقل الحاوياتحاويات النقل البحري.
سفن ركاب
هي السفن التي تنقل الركاب يمكن في بعض الأحيان ان تنقل البضائع ومنها عدة أنواع:
عبارة تحمل الركاب لمسافات صغيرة.
سفينة سياحية تقوم بجولات سياحية طويلة المدة.
عابرة محيط منتظمة تقوم برحلات طويلة عبر المحيطات في خط سير محدد ودائم لفترة.
سفن صيدهي السفن التي تستعمل لصيد الأسماك وهي كثيرة الأنواع، سفينة مصنع تستعمل للصيد وللتعليب، سفينة صيد حيتان تستعمل لصيد الحيتان، سفينة صيد تونة تستعمل لصيد التونة.
سفن خدمةهي السفن التي تستعمل لأغراض أخرى غير النقل والصيد، سفينة جرارة تجر السفن الكبيرة إلى الميناء، سفينة اطفاء لإخماد النيران في السفن الأخرى وفي ابار النفط في البحر.
سفن حربيةهي السفن التي تستعمل لأغراض عسكرية وقتالية أو للتجسس وهي كثيرة الأنواع، حاملة طائرات تحمل طائرات وهي عبارة عن قواعد عائمة، فرقاطة سفينة حربية صغيرة.
سفن ترفيههي السفن التي تستعمل للترفيه وللرياضة وفي المسابقات، يخت، سفينة شراعية.
سفن ثابتةهي سفن لم تعد في الخدمة وتستعمل كنزل أو أماكن ترفيه.
؛سفينة نوح لقاء السفينة

## اتزان السفينة

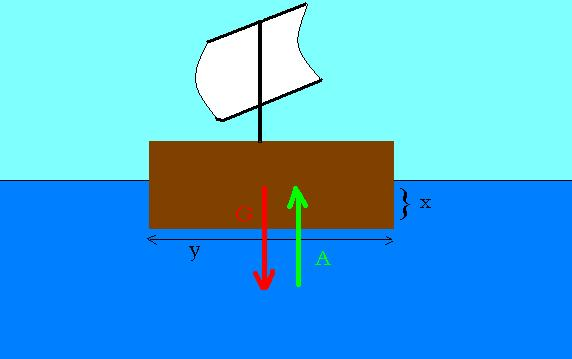
توضيح

حجم الماء الذي يزيحه القارب يساوي =الطول × العرض × ارتفاع للجزء المغمور هو V=x*y*L (هذا إذا اعتبرنا شكلا بسيطا جدا للسفينة أي مستطيل)
وإذا ضربنا هذا الحجم بكثافة الماء فإنك تتحصل على وزن الماء M=ρ*V (كتلة الماء)
وبضرب وزن الماء بثابتة الجاذبية g=9.18 فإنك تحصل على القوة الممارسة من الماء على السفينة (دافعة أرخميدس) أي القوة المرموز لها ب A في الصورة وهي قوة من الأسفل للأعلى أما القوة G فهي القوة الممارسة من الزورق على الماء.
فإذا كانت A تساوي G فإن مجموع القوى يساوي صفر اذن هذا يعني أن السفينة ستبق تطفو فوق الماء أما إن لم يكن ذلك أي في حالة A أصغر من G فإن السفينة تغرق.
- طول جزء السفينة المغموس في الماء.L
- عرض جزء السفينة المغموس في الماء.Y
- ارتفاع جزء السفينة المغموس في الماء.X
- كثافة الماء أو السائل ρ.
- قوة الطفو A.

قانون التوازن: إذا سمينا

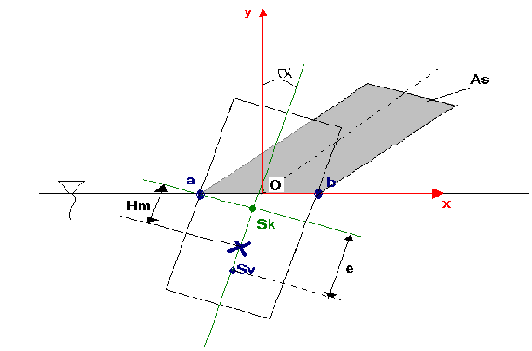
توضيح

- - As المساحة التي تنتج عن تقاطع السفينة بالماء
  - 0 محور دوران السفينة الذي هو عادة محور تناظر للمساحة As
  - Sk نقطة ثقل السفينة
  - Sv محور ثقل الماء المدفوع أو المأخوذ من جزء السفينة المنغمس في الماء
  - V حجم كمية الماء المدفوعة أو المأخوذة من قبل السفينة
  - Hm المسافة المبينة في الرسم
  - e المسافة المبينة في الرسم

فإن المعادلة التي يجب أن تكون صحيحة حتى لا ينقلب الزورق هي:
{\displaystyle \left({I/V}\right)-e>0}
حيث {\displaystyle I} تساوي
{\displaystyle \int _{a}^{b}x^{2}dAs}

## -جيومتر هيكل السفينة
1-المستويات الأساسية للسفينة

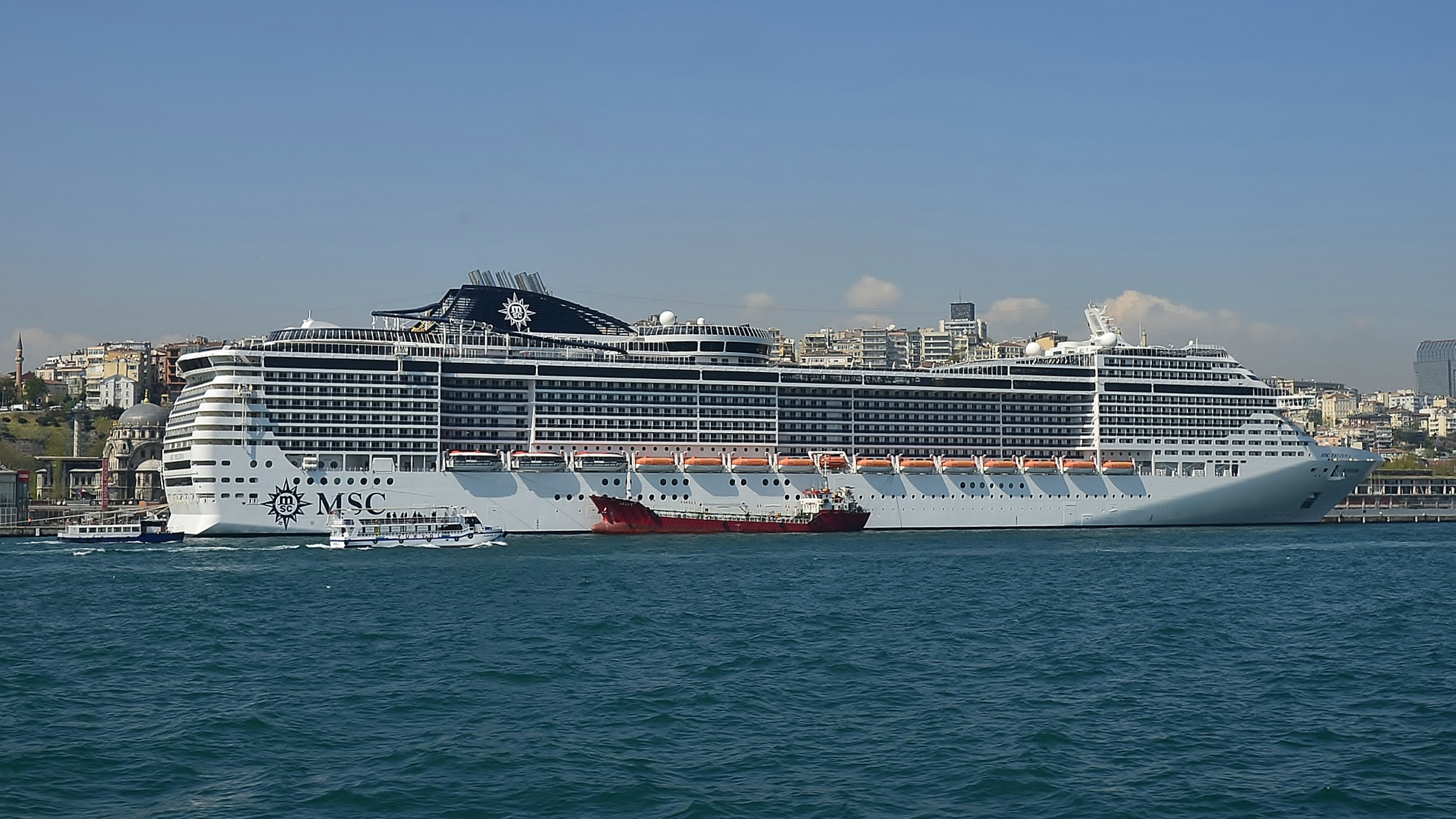
السفينة السياحية بريزيزسا في ميناء إسطنبول.

- المستوى الطولاني أي المستوى ох المار من منتصف عرض السفينة
- المستوى القائم الصدري оz المار من منتصف الطول
- المستوى الأفقي oy المار من منتصف ارتفاع السفينة

2- المواصفات الخاصة ب شكل الهيكل:
الطول = L
العرض=B
الارتفاع=H
الغاطس=T
- L/B= يُحدد من خلال قسمة الطول على العرض قدرة السفينة على الدوران
- L/H= يُحدد من خلال قسمة الطول على الارتفاع القوة العامة لهيكل السفينة
- B/T=يُحدد من خلال قسمة العرض على غاطس السفينة مدى مقدرة السفينة على الحفاظ على التوازن
- H/T=يُحدد من خلال قسمة ارتفاع السفينة على الغاطس حفاظ السفينة على الملاحة بدون تعرضها للغرق.

## التسمية
السفن عمومًا أكبر من القوارب، لكن لا يوجد تمييز مقبول عالميًا بين الاثنين. يمكن للسفن عمومًا البقاء في البحر لفترات أطول من القوارب.  التعريف القانوني للسفينة من السوابق القضائية الهندية هو السفينة التي تنقل البضائع عن طريق البحر.  المفاهيم الشائعة أن السفينة يمكن أن تحمل قاربًا، ولكن ليس العكس.  القاعدة الأساسية للبحرية الأمريكية هي أن السفن تتجه نحو الخارجمن منعطف حاد، في حين أن القوارب تتجه نحو الداخل  بسبب الموقع النسبي لمركز الكتلة مقابل مركز الطفو.  ميز القانون البحري الأمريكي والبريطاني في القرن التاسع عشر «السفن» عن المراكب الأخرى. تندرج السفن والقوارب في فئة قانونية واحدة، في حين أن القوارب المفتوحة والطوافات لا تعتبر سفن.
في عصر الشراع، كانت السفينة كاملة التجهيز عبارة عن سفينة شراعية بها ما لا يقل عن ثلاثة صواري مربعة ومركبة كاملة؛ تم تحديد الأنواع الأخرى من السفن أيضًا من خلال مخططها الشراعي، على سبيل المثال الباراك، والسفينة، وما إلى ذلك.
عادة ما يشار إلى عدد من السفن الكبيرة بالقوارب. الغواصات هي خير مثال.  هناك أنواع أخرى من السفن الكبيرة التي تسمى تقليديا القوارب للشحن البحيرات الكبرى، ريفيربواتس، والمعديات.  الرغم من أن هذه المراكب كبيرة بما يكفي لحمل القوارب الخاصة بها والبضائع الثقيلة، إلا أنها مصممة للعمل في المياه الساحلية الداخلية أو المحمية.
في معظم التقاليد البحرية، تحمل السفن أسماء فردية، وقد تنتمي السفن الحديثة إلى فئة السفن التي غالبًا ما تسمى بعد سفينتها الأولى.

### الضمائر
في الأجزاء الشمالية من أوروبا وأمريكا، يُشار إلى السفينة تقليديًا باسم أنثى نحوي، ويتم تمثيلها في اللغة الإنجليزية بالضمير «هي»، حتى لو سميت باسم رجل. هذا ليس استخدامًا عالميًا، وتنصح بعض أدلة الأسلوب الصحفي باللغة الإنجليزية باستخدام كلمة "it" لأن الإشارة إلى السفن ذات الضمائر الأنثوية يمكن اعتبارها مسيئة وعفا عليها الزمن. في العديد من الوثائق يتم إدخال اسم السفينة مع كون بادئة السفينة اختصارًا لفئة السفينة، على سبيل المثال "MS"وتعني بالإنكليزية"motor ship" (سفينة بمحرك) أو "SV" (سفينة شراعية)، مما يجعلها أسهل في التمييز بين اسم السفينة والأسماء الفردية الأخرى في النص.

## التاريخ

### عصور ما قبل التاريخ والعصور القديمة

#### التطورات الآسيوية
تم تطوير السفن الشراعية من قبل الشعوب الأسترونيزية مما هو الآن تايوان. لقد مكن اختراعهم للقوارب، والركائز، وأشرعة السلطعون، سفنهم من الإبحار لمسافات شاسعة في المحيط المفتوح. أدى ذلك إلى التوسع الأسترونيزي في حوالي 3000 إلى 1500 قبل الميلاد. من تايوان، استعمروا سريعًا جزر البحرية في جنوب شرق آسيا، ثم أبحروا أكثر إلى ميكرونيزيا، وجزيرة ميلانيزيا، وبولينيزيا، ومدغشقر، واستعمروا في النهاية إقليمًا يمتد على نصف الكرة الأرضية.
كانت الحفارات الأسترونيزية مميزة من حيث أن لديها ساريات تدعم كل من الحواف العلوية والسفلية للأشرعة (وأحيانًا بينهما)، على عكس الحفارات الغربية التي لم يكن بها سوى صارية على الحافة العلوية.  كانت الأشرعة مصنوعة أيضًا من الأوراق المنسوجة، وعادةً ما تكون من نباتات الباندان. تم استكمال هذه من قبل التجديف، الذين عادة ما يضعون أنفسهم على منصات على أذرع الامتداد في القوارب الكبيرة.  تراوحت تعقيد السفن الأسترونيزية من قوارب الكانو البسيطة المزودة بأذرع أو المربوطة ببعضها البعض إلى القوارب الكبيرة ذات الألواح الخشبية والمثبتة بالحافة والمبنية حول عارضة مصنوعة من زورق مخبأ. كانت تصميماتهم فريدة من نوعها، حيث تطورت من الأطواف القديمة إلى التصاميم المميزة مزدوجة الهيكل، وذات الهيكل الفردي، وذراع الامتداد المزدوج للسفن الأسترونيزية.
أثرت في وقت مبكر من البحارة الأسترونيزية تطوير تقنيات الإبحار في سري لانكا وجنوب الهند من خلال شبكة التجارة البحرية الأسترونيزية من المحيط الهندي، ومقدمة ل تجارة التوابل الطريق وطريق الحرير البحري، التي أنشئت في 1500 قبل الميلاد.  يعتقد بعض العلماء أن شراع السلطعون الأسترونيزي الثلاثي ربما يكون قد أثر على تطور الشراع الراحل في السفن الغربية بسبب الاتصال المبكر.  ويعتقد أيضًا أن منصات الحفر للسفن الصينية تعود أصلها إلى الجاوي.
في القرن الأول الميلادي، قام سكان أرخبيل نوسانتارا بالفعل بصنع سفن كبيرة يبلغ طولها أكثر من 50 مترًا وبرزت على ارتفاع 4-7 أمتار من الماء. يمكن أن تحمل 700-1000 شخص و 260 طنًا من البضائع. هذه السفن المعروفة باسم kunlun bo أو k'unlun po (崑崙 舶، سفينة شعب كونلون ") من قبل الصينيين و kolandiaphonta من قبل الإغريق. لديها 4-7 صواري وقادرة على الإبحار عكس الريح بسبب استخدام أشرعة تانجا. هذه السفن تصل إلى غانا.
في الصين، تم تأريخ النماذج المصغرة للسفن المزودة بمجاديف توجيه إلى فترة الدول المتحاربة (حوالي 475 - 221 قبل الميلاد).  بواسطة أسرة هانك، كان الأسطول البحري الذي تم الحفاظ عليه جيدًا جزءًا لا يتجزأ من الجيش. بدأت الدفات المثبتة على Sternpost في الظهور على نماذج السفن الصينية بدءًا من القرن الأول الميلادي.  ومع ذلك، كانت هذه السفن الصينية المبكرة نهرية، ولم تكن صالحة للإبحار.  لم يكتسب الصينيون تقنيات السفن البحرية إلا في القرن العاشر الميلادي في عهد أسرة سونغ بعد الاتصال بسفن دجونغ التجارية في جنوب شرق آسيا، مما أدى إلى تطوير سفن الينك.

#### التطورات المتوسطية
كان قدماء المصريين مرتاحين تمامًا لبناء المراكب الشراعية. ومن الأمثلة الرائعة على مهاراتهم في بناء السفن سفينة خوفو، وهي سفينة بطول 143 قدمًا (44 مترًا) مدفونة عند سفح الهرم الأكبر بالجيزة حوالي 2500 قبل الميلاد ووجدت سليمة في عام 1954.
أقدم قارب مقشر تم اكتشافه في البحر هو حطام سفينة أولبورن في العصر البرونزي المتأخر قبالة سواحل تركيا، ويعود تاريخه إلى عام 1300 قبل الميلاد.
بحلول عام 1200 قبل الميلاد، كان الفينيقيون يقومون ببناء سفن تجارية كبيرة. في التاريخ البحري العالمي، كما صرح ريتشارد وودمان، تم الاعتراف بهم على أنهم «أول بحارة حقيقيين، أسسوا فن الإرشاد والملاحة والملاحة» ومهندسي «أول سفينة حقيقية، مصنوعة من ألواح خشبية، قادرة على حمل حمولة ثقيلة» وأن تبحر وتوجه.

### من الرابع عشر إلى الثامن عشر

#### التطورات الآسيوية
في هذا الوقت، كانت السفن تتطور في آسيا بنفس الطريقة التي تتطور بها أوروبا. استخدمت اليابان تقنيات بحرية دفاعية في الغزوات المغولية لليابان عام 1281. ومن المحتمل أن المغول في ذلك الوقت استغلوا تقنيات بناء السفن الأوروبية والآسيوية. خلال القرن 15، الصين سلالة مينغ تجميعها واحدة من أكبر وأقوى الأساطيل البحرية في العالم لل رحلات إسقاط الدبلوماسية والقوة منتشنغ خه. في مكان آخر من اليابان في القرن الخامس عشر، تم أيضًا تطوير واحدة من أوائل الكسوة الحديدية في العالم، تيكوسين ("Tekkōsen" 鉄 甲 船)، والتي تعني حرفيًا «السفن الحديدية». في اليابان، خلال حقبة سينجوكو من القرن الخامس عشر إلى القرن السابع عشر، خاض الكفاح الكبير من أجل السيادة الإقطاعية، جزئيًا، أساطيل ساحلية مكونة من عدة مئات من القوارب، بما في ذلك أتاكيون.في كوريا، في أوائل القرن الخامس عشر خلال عصر جوسون، تم تطوير جيبوكسن (" Geobukseon " (거북선). تم التعرف على «سفينة السلاحف»، كما كان يطلق عليها، كأول سفينة مصفحة في العالم.

#### التطورات الأوروبية
حتى عصر النهضة، ظلت التكنولوجيا الملاحية بدائية نسبيًا مقارنة بالثقافات الأسترونيزية. هذا النقص في التكنولوجيا لم يمنع بعض الحضارات من أن تصبح قوى بحرية. ومن الأمثلة على ذلك الجمهوريات البحرية من جنوة والبندقية، الهانزية دوري، والبحرية البيزنطية. والفايكنج المستخدمة من كنارس لاستكشاف أمريكا الشمالية والتجارة في بحر البلطيق ونهب العديد من المناطق الساحلية في غرب أوروبا.
قرب نهاية القرن الرابع عشر، بدأت السفن مثل كاراك في تطوير أبراج على مقدمة السفينة ومؤخرتها. قللت هذه الأبراج من استقرار السفينة، وفي القرن الخامس عشر، تم استخدام الكارافيل، الذي صممه البرتغاليون، على أساس القارب العربي الذي يمكن أن يبحر بالقرب من الريح، على نطاق واسع.تم استبدال الأبراج تدريجيا من السلوقية وقلعة ستيرن، كما هو الحال في كاراك. سمحت هذه الزيادة فيحد الطفو بابتكار آخر: ميناء التحرير والمدفعية المرتبطة به.
تم تطوير كاراك ثم كارافيل في البرتغال. بعد كولومبوس، تسارعت عمليات الاستكشاف الأوروبية بسرعة، وتم إنشاء العديد من طرق التجارة الجديدة. في عام 1498، من خلال الوصول إلى الهند، أثبت فاسكو دا جاما أن الوصول إلى المحيط الهندي من المحيط الأطلسي كان ممكنًا. وسرعان ما تبعه هذه الاستكشافات في المحيطين الأطلسي والهندي من قبل فرنسا، انكلترا وهولندا، الذي تطرق إلى البرتغالية والاسبانية طرق التجارة في المحيط الهادئ.

### التطور

#### السفينة كاملة التجهيز
كانت التجارة البحرية مدفوعة بتطوير شركات الشحن ذات الموارد المالية الكبيرة. صنادل القناة، التي يتم سحبها بواسطة حيوانات الجر على ممر سحب مجاور، تتصارع مع السكك الحديدية حتى الأيام الأولى للثورة الصناعية وما بعدها. كما أصبحت قوارب التجفيف ذات القاعدة المسطحة والمرنة تستخدم على نطاق واسع لنقل البضائع الصغيرة. سارت التجارة التجارية جنبًا إلى جنب مع الاستكشاف، بتمويل ذاتي من الفوائد التجارية للاستكشاف. خلال النصف الأول من القرن الثامن عشر، بدأت البحرية الفرنسية في تطوير نوع جديد من السفن يعرف باسم سفينة الخط، ويضم 74 مدفعًا. أصبح هذا النوع من السفن العمود الفقري لجميع أساطيل القتال الأوروبية. كان طول هذه السفن 56 مترًا (184 قدمًا) وتطلب بناؤها 2800 شجرة بلوط و 40 كيلومترًا (25 ميلًا) من الحبال ؛ كانوا يحملون طاقمًا من حوالي 800 بحار وجندي. خلال القرن التاسع عشر، فرضت البحرية الملكية حظراً على تجارة الرقيق، وعملت على قمع القرصنة، واستمرت في رسم خريطة للعالم. ومجز والسفينة الشراعية السريعة جدا في القرن 19. وطرق مجز سقطت الترك التجاري مع إدخال السفن البخارية مع كفاءة أفضل في استهلاك الوقود، وافتتاح السويس وقناة بنما.
ظلت تصاميم السفن دون تغيير إلى حد ما حتى أواخر القرن التاسع عشر. أدت الثورة الصناعية والطرق الميكانيكية الجديدة للدفع والقدرة على بناء السفن من المعدن إلى انفجار في تصميم السفن. أدت العوامل، بما في ذلك البحث عن سفن أكثر كفاءة، ونهاية النزاعات البحرية الطويلة الأمد والمهدرة، والقدرة المالية المتزايدة للقوى الصناعية إلى خلق سيل من القوارب والسفن الأكثر تخصصًا. بدأت السفن المصممة لوظائف جديدة تمامًا، مثل مكافحة الحرائق والإنقاذ والبحث، في الظهور أيضًا.خلال القرن التاسع عشر، فرضت البحرية الملكية حظراً على تجارة الرقيق، وعملت على قمع القرصنة، واستمرت في رسم خريطة للعالم. ومجز والسفينة الشراعية السريعة جدا في القرن 19. وطرق مجز سقطت الترك التجاري مع إدخال السفن البخارية مع كفاءة أفضل في استهلاك الوقود، وافتتاح السويس والقنوات بنما.

### القرن ال 21
في عام 2019، تضمن الأسطول العالمي 51684 سفينة تجارية بحمولتها الإجمالية أكثر من 1000 طن، بإجمالي 1.96 مليار طن.  حملت هذه السفن 11 مليار طن من البضائع في عام 2018، وهو مبلغ نما بنسبة 2.7٪ عن العام السابق.  من حيث الحمولة، 29٪ من السفن كانت ناقلات، 43٪ ناقلات سائبة، 13٪ سفن حاويات و 15٪ كانت أنواع أخرى.
في عام 2002، كان هناك 1240 سفينة حربية تعمل في العالم، دون احتساب السفن الصغيرة مثل زوارق الدورية. وبلغت حصة الولايات المتحدة 3 ملايين طن من هذه السفن وروسيا 1.35 مليون طن والمملكة المتحدة 504660 طن والصين 402830 طنًا. شهد القرن العشرين العديد من الاشتباكات البحرية خلال الحربين العالميتين، الحرب الباردة، وصعود القوات البحرية في الكتلتين إلى قوة. وقد استخدمت القوى الكبرى في العالم مؤخرا القوة البحرية في حالات مثل المملكة المتحدة في جزر فوكلاند والولايات المتحدة في العراق.
من الصعب تقدير حجم أسطول الصيد في العالم. يتم احتساب أكبرها كسفن تجارية، ولكن أصغرها فيلق. يمكن العثور على سفن الصيد في معظم القرى الساحلية في العالم. اعتبارًا من عام 2004، قدرت منظمة الأمم المتحدة للأغذية والزراعة أن 4 ملايين سفينة صيد تعمل في جميع أنحاء العالم.  قدرت نفس الدراسة أن 29 مليون صياد في العالم

## الأنواع الأساسية للسفن

### سفينة تجارية
السفن التجارية والسفن المستخدمة لأغراض تجارية، ويمكن تقسيمها إلى أربع فئات عريضة: الصيد، سفن الشحن، سفن الركاب وسفن لأغراض خاصة. يصنف استعراض الأونكتاد للنقل البحري السفن على أنها: ناقلات النفط، وناقلات السوائب (والمجمعة)، وسفن الشحن العامة، وسفن الحاويات، و «السفن الأخرى»، التي تشمل «ناقلات غاز البترول المسال، وناقلات الغاز الطبيعي المسال، والطرود. ناقلات (كيميائية)، ناقلات متخصصة، مبردات، إمداد بحري، قاطرات، كراكات، رحلات بحرية، عبّارات، وغير ذلك من البضائع». تشمل سفن الشحن العامة «السفن متعددة الأغراض وسفن المشاريع والبضائع القابلة للدحرجة».
عادة ما يتم تشغيل السفن التجارية الحديثة بواسطة مروحة واحدة يتم تشغيلها بواسطة محرك ديزل أو محرك توربيني غازي،  ولكن حتى منتصف القرن التاسع عشر كانت في الغالب مجهزة بأشرعة مربعة الشكل. قد تستخدم أسرع السفن محركات المضخات النفاثة. تمتلك معظم السفن التجارية أشكال بدن كاملة لزيادة سعة الشحن إلى أقصى حد. عادة ما تكون الهياكل مصنوعة من الفولاذ، على الرغم من أنه يمكن استخدام الألمنيوم في مراكب أسرع، والألياف الزجاجية على أصغر سفن الخدمة.السفن التجارية عموما لديهم طاقم برئاسة القبطان البحري، مع ضباط السفينة وضباط المحرك على السفن الكبيرة. غالبًا ما يكون للسفن ذات الأغراض الخاصة طاقم متخصص إذا لزم الأمر، على سبيل المثال العلماء على متن سفن الأبحاث.
عادة ما تكون قوارب الصيد صغيرة، وغالبًا ما تزيد قليلاً عن 30 مترًا (98 قدمًا) ولكن يصل ارتفاعها إلى 100 متر (330 قدمًا) لسفينة التونة أو صيد الحيتان الكبيرة. على متن سفينة معالجة الأسماك، يمكن جعل المصيد جاهزًا للتسويق وبيعه بسرعة أكبر بمجرد وصول السفينة إلى الميناء. سفن الأغراض الخاصة لها معدات خاصة. على سبيل المثال، تحتوي سفن الصيد على روافع وأذرع، وللسفن التي تستخدم في شباك الجر مؤخرة منحدر خلفي، ولشراك التونة زوارق. في عام 2004، تم صيد 85.800.000 طن (84.400.000 طن طويل ؛ 94.600.000 طن قصير) من الأسماك في المصايد البحرية.  تمثل الأنشوفيتا أكبر كمية صيد مفردة حيث بلغت 10.700.000 طن (10500.000 طن طويل ؛ 11.800.000 طن قصير).  ذلك العام، تضمنت الأنواع العشرة الأولى من الصيد البحري أيضًا سمك بولوك ألاسكا، والبياض الأزرق، وسمك التونة سكيبجاك، والرنجة الأطلسية، والماكريل الشوب، والأنشوجة اليابانية، والماكريل جاك التشيلي، وسمك الشعير ذو الرأس الكبير، والتونة ذات الزعانف الصفراء.  الأنواع الأخرى بما في ذلك سمك السلمون، الجمبري، سرطان البحر، المحار، الحبار وسرطان البحر، وأيضا صيدها تجاريا. يستخدم الصيادون التجاريون الحديثون العديد من الأساليب. واحد هو الصيد بواسطة الشباك، مثل سين محفظة، الجرافة الشاطئ، وشبكات الرفع، الشباك الخيشومية، أو شبكات المشركة. وهناك طريقة أخرى وهي الصيد بشباك الجر، بما في ذلك شباك الجر على قاع البحر. السنانير وتستخدم وخطوط في أساليب مثل صيد الأسماك خط طويل والصيد خط اليد. طريقة أخرى هي استخدام مصيدة الصيد.
سفن الشحن تنقل البضائع الجافة والسائلة. يمكن نقل البضائع الجافة بكميات كبيرة عن طريق ناقلات السوائب، أو تعبئتها مباشرة على البضائع الجافة بكميات كبيرة، أو تعبئتها في حاويات متعددة الوسائطعلى متن سفينة حاويات، أو قيادتها على متنها كما هو الحال في السفن الدحرجة. يتم نقل البضائع السائلة بشكل عام على متن الناقلات السائبة، مثل ناقلات النفط التي قد تشمل كلاً من المنتجات الخام والمنتجات النهائية من النفط، وناقلات المواد الكيميائية التي قد تحمل أيضًا زيوتًا نباتية بخلاف المواد الكيميائية وناقلات الغاز، على الرغم من أنه قد يتم نقل الشحنات الأصغر على سفن الحاويات في حاويات الخزان.
تتراوح سفن الركاب في الحجم من العبارات النهرية الصغيرة إلى السفن السياحية الكبيرة جدًا. يشمل هذا النوع من السفن العبارات التي تنقل الركاب والمركبات في رحلات قصيرة ؛ عابرات المحيط، التي تنقل الركاب من مكان إلى آخر ؛ والسفن السياحية، التي تحمل الركاب على الرحلات التي تقوم من أجل المتعة، وزيارة العديد من الأماكن ومع الأنشطة الترفيهية على متن الطائرة، وغالبا ما يعود منها إلى ميناء المغادرة. ريفيربواتس والعبارات الداخلية مصممة خصيصا لنقل الركاب والبضائع، أو على حد سواء في بيئة النهر التحدي. تشكل الأنهار مخاطر خاصة على السفن. عادة ما يكون لها تدفقات مائية متفاوتة تؤدي بالتناوب إلى تدفقات مائية عالية السرعة أو مخاطر صخرية بارزة. قد يتسبب تغيير أنماط الطمي في الظهور المفاجئ لمياه المياه الضحلة، وغالبًا ما يمكن أن تعرض الأخشاب والأشجار العائمة أو الغارقة (تسمى العقبات) أجسام ودفع القوارب النهرية للخطر. تكون المراكب النهرية عمومًا من المسطحات الضحلة، كونها واسعة النطاق ومربعة إلى حد ما، مع عتبة منخفضة وجوانب عالية. يمكن للقوارب النهرية البقاء على قيد الحياة مع هذا النوع من التكوين لأنها لا تضطر إلى تحمل الرياح العاتية أو الأمواج الكبيرة التي يمكن رؤيتها في البحيرات الكبيرة أو البحار أو المحيطات.
سفن الصيد هي مجموعة فرعية من السفن التجارية، ولكنها بشكل عام صغيرة الحجم وتخضع غالبًا لأنظمة وتصنيفات مختلفة. يمكن تصنيفها من خلال عدة معايير: الهندسة المعمارية، ونوع الأسماك التي يصطادونها، وطريقة الصيد المستخدمة، والمنشأ الجغرافي، والخصائص التقنية مثل تزوير. اعتبارًا من عام 2004، كان أسطول الصيد العالمي يتكون من حوالي 4 ملايين سفينة.  من بين هؤلاء، كان 1.3 مليون عبارة عن سفن ذات سطح مع مناطق مغلقة والباقي عبارة عن سفن مفتوحة.  معظم السفن ذات السطح ميكانيكية، لكن ثلثي السفن المفتوحة كانت قوارب تقليدية مدفوعة بأشرعة ومجاديف. أكثر من 60٪ من جميع سفن الصيد الكبيرة الموجودة  في اليابان أو بيرو أو الاتحاد الروسي أو إسبانيا أو الولايات المتحدة الأمريكية.

### سفن الأغراض الخاصة
سفينة الطقس كانت سفينة المتمركزة في المحيط كمنصة للمياه السطحية والأرصاد الجوية الهواء العلوي لاستخدامها في التنبؤ بالأحوال الجوية البحرية. تم أخذ ملاحظات الطقس السطحي كل ساعة، وحدثت أربع عمليات إطلاق للمسبار اللاسلكي يوميًا.  كان من المفترض أيضًا أن تساعد في عمليات البحث والإنقاذ ودعم الرحلات الجوية عبر المحيط الأطلسي.  اقترح مجتمع الطيران في عام 1927،  أن إنشاء سفن الطقس أثبت أنه مفيد للغاية خلالالحرب العالمية الثانية لدرجة أن منظمة الطيران المدني الدولي (ICAO) أنشأت شبكة عالمية من سفن الطقس في 1948، 13 ستزودها الولايات المتحدة.  تم التفاوض على هذا الرقم في النهاية إلى تسعة.
كانت أطقم سفن الطقس عادة في البحر لمدة ثلاثة أسابيع في كل مرة، وتعود إلى الميناء لمدة 10 أيام.  أثبتت ملاحظات سفن الطقس أنها مفيدة في دراسات الرياح والأمواج، لأنها لم تتجنب أنظمة الطقس مثل السفن الأخرى التي تميل إليها لأسباب تتعلق بالسلامة.  كانت مفيدة أيضًا في مراقبة العواصف في البحر، مثل الأعاصير المدارية.  أصبحت إزالة سفينة الطقس عاملاً سلبياً في التنبؤات التي أدت إلى العاصفة الكبرى عام 1987.  وابتداءً من السبعينيات، حلت عوامات الطقس محل دورها إلى حد كبير بسبب التكلفة الكبيرة للسفن.  انتهت اتفاقية استخدام سفن الأرصاد الجوية من قبل المجتمع الدولي في عام 1990. وكانت آخر سفينة للأرصاد الجوية هي جبهة القطب Polarfront، والمعروفة باسم محطة الطقس M ("Mike")، والتي تم إيقاف تشغيلها في 1 يناير 2010. ملاحظات الطقس من السفن تواصل من أسطول من السفن التجارية الطوعية في عملية تجارية روتينية.

### السفن البحرية
السفن تابعة للبحرية هي تلك التي يستخدمها سلاح البحرية لأغراض عسكرية. كانت هناك أنواع عديدة من السفن البحرية الحديثة يمكن تقسيمها إلى ثلاث فئات هي: السفن الحربية، الغواصات، والسفن المساعدة.
وتنقسم السفن الحربية الحديثة عموما إلى سبع فئات رئيسية هي: حاملات الطائرات، الطرادات، مدمرات، فرقاطات، طرادات، غواصات وسفن هجومية برمائية. التمييز بين الطرادات والمدمرات والفرقاطات والطرادات ليس صارمًا ؛ يمكن وصف نفس السفينة بشكل مختلف في الأساطيل المختلفة. البوارج استخدمت خلال الحرب العالمية الثانية، وأحيانا منذ ذلك الحين (أزيلت البوارج مشاركة من السفن البحرية الأمريكية السجل مارس 2006)، ولكن تمت إجراءات قديمة عن طريق استخدام الطائرات التي تنتقل عن طريق الناقل والصواريخ الموجهة.
معظم الغواصات العسكرية إما غواصات هجومية أو غواصات صواريخ باليستية. حتى نهاية الحرب العالمية الثانية، كان الدور الأساسي للغواصة التي تعمل بالديزل / الكهرباء هو الحرب المضادة للسفن، وإدخال وإخراج العملاء السريين والقوات العسكرية، وجمع المعلومات الاستخبارية. مع تطوير طوربيد موجه، وأنظمة سونار أفضل، ودفع طاقم نووي، أصبحت الغواصات أيضًا قادرة على اصطياد بعضها البعض بشكل فعال. تطوير الصواريخ النووية التي تطلق من الغواصات وصواريخ كروز أعطت الغواصات قدرة كبيرة وتراوحت فترة طويلة لمهاجمة كل من الأهداف البرية والبحرية مع مجموعة متنوعة من الأسلحة بدءا منالذخائر العنقودية إلى الأسلحة النووية.
معظم القوات البحرية تشمل أيضا العديد من أنواع الدعم وسفينة مساعدة، مثل كاسحات الغام، زوارق دورية، سفن دورية البحرية، سفن التجديد، والسفن المستشفيات التي تم تعيينها العلاج الطبي المرافق.
عادة ما تحتوي السفن القتالية السريعة مثل الطرادات والمدمرات على أجسام دقيقة لزيادة السرعة والقدرة على المناورة.  وعادة ما يكون لديهم أيضًا إلكترونيات وأنظمة اتصالات بحرية متقدمة، بالإضافة إلى أسلحة.

## دورة حياة السفينة
تمر السفينة بعدة مراحل خلال مسيرتها المهنية. الأول هو عادة ما يكون العقد الأولي لبناء السفن، والتفاصيل التي يمكن أن تختلف بناء على نطاق واسع على العلاقات بين ملاك السفن والمشغلين والمصممين وبناء السفن. بعد ذلك، تم تنفيذ مرحلة التصميم من قبل مهندس بحري. ثم يتم بناء السفينة في حوض بناء السفن. بعد البناء، يتم إطلاق السفينة ودخول الخدمة. تنهي السفن حياتها المهنية بعدة طرق، بدءًا من عمل السفينة في البحر إلى الخدمة كسفينة في المتحف إلى ساحة الخردة.

### التصميم
يبدأ تصميم السفينة بمواصفات يستخدمها المهندس البحري لإنشاء مخطط للمشروع وتقييم الأبعاد المطلوبة وإنشاء مخطط أساسي للمساحات والإزاحة التقريبية. بعد هذه المسودة الأولية، يمكن للمهندس إنشاء تصميم أولي للبدن، وملف جانبي عام ونظرة عامة أولية على دفع السفينة. في هذه المرحلة، يمكن للمصمم إعادة تصميم السفينة وإضافة التفاصيل وتحسين التصميم في كل مرحلة.
سينتج المصمم عادةً خطة شاملة، ومواصفات عامة تصف خصائص السفينة، ومخططات البناء لاستخدامها في موقع البناء. قد تتضمن التصميمات الخاصة بالسفن الأكبر أو الأكثر تعقيدًا أيضًا خطط الإبحار والخطط الكهربائية وخطط السباكة والتهوية.
نظرًا لأن القوانين البيئية أصبحت أكثر صرامة، يحتاج مصممو السفن إلى إنشاء تصميمهم بطريقة يمكن من خلالها تفكيك السفينة أو التخلص منها بسهولة، عندما تقترب من نهاية مدتها، ويتم تقليل هذه النفايات إلى الحد الأدنى.

### أعمال البناء
يتم بناء السفن في حوض بناء السفن، ويمكن أن يستمر من بضعة أشهر لوحدة منتجة في سلسلة، إلى عدة سنوات لإعادة بناء قارب خشبي مثل الفرقاطةهيرميون، إلى أكثر من 10 سنوات بالنسبة لحاملة الطائرات. خلال الحرب العالمية الثانية، كانت الحاجة إلى سفن الشحن ملحة للغاية لدرجة أن وقت بناء سفن ليبرتي كان في البداية ثمانية أشهر أو أكثر، وصولاً إلى أسابيع أو حتى أيام. استخدم بناة خطوط الإنتاج وتقنيات التصنيع المسبق مثل تلك المستخدمة في أحواض بناء السفن اليوم.
تلعب مواد الهيكل وحجم السفينة دورًا كبيرًا في تحديد طريقة البناء. يتم تصنيع هيكل المراكب الشراعية المصنوعة من الألياف الزجاجية بكميات كبيرة من قالب، في حين أن الهيكل الفولاذي لسفينة الشحن مصنوع من أقسام كبيرة ملحومة معًا أثناء بنائها.
بشكل عام، يبدأ البناء بالبدن، وعلى السفن التي يزيد ارتفاعها عن 30 مترًا (98 قدمًا)، عن طريق مد العارضة. يتم ذلك في حوض جاف أو على الأرض. بمجرد تجميع الهيكل ورسمه، يتم إطلاقه. يمكن القيام بالمراحل الأخيرة، مثل رفع الهيكل العلوي وإضافة المعدات والإقامة، بعد أن تطفو السفينة.
بمجرد الانتهاء، يتم تسليم السفينة إلى العميل. غالبًا ما يكون إطلاق السفن احتفالًا ذا أهمية ما، وعادة ما يكون ذلك عندما يتم تسمية السفينة رسميًا. يمكن أن يكلف قارب تجديف صغير نموذجي أقل من 100 دولار أمريكي، و 1000 دولار أمريكي للقارب السريع الصغير، وعشرات الآلاف من الدولارات للمراكب الشراعية المبحرة، وحوالي 2,000,000 دولار القارب شراعي من فئة فاندي جلوب Vendée Globe. قد تكلف سفينة صيد بطول 25 مترًا (82 قدمًا) 2.5 مليون دولار، ويمكن أن تكلف عبّارة ركاب عالية السرعة بسعة 1000 شخص في حدود 50 مليون دولار. تعتمد تكلفة السفينة جزئيًا على مدى تعقيدها: تبلغ تكلفة سفينة الشحن العامة الصغيرة 20 مليون دولار، وناقلة البضائع السائبة بحجم باناماكس حوالي 35 مليون دولار، والناقلة العملاقة بحوالي 105 مليون دولار، وناقلة الغاز الطبيعي المسال الكبيرة حوالي 200 مليون دولار. هي معظم السفن مكلفة بشكل عام من ذلك بسبب تكلفة الالكترونيات، قد تصل تكاليف غواصة إلى مليارَي دولار، وحاملة طائرات يذهب لنحو 3.5 مليار $.

### الإصلاح والتحويل
تخضع السفن لصيانة مستمرة تقريبًا خلال مسيرتها المهنية، سواء كانت جارية أو على جانب الرصيف أو في بعض الحالات، في فترات انخفاض حالة التشغيل بين المواثيق أو مواسم الشحن.
ومع ذلك، تتطلب معظم السفن رحلات إلى مرافق خاصة مثل الحوض الجاف على فترات منتظمة. تشمل المهام التي يتم إجراؤها غالبًا في الحوض الجاف إزالة النمو البيولوجي على الهيكل، والسفع الرملي وإعادة طلاء الهيكل، واستبدال الأنودات القربانية المستخدمة لحماية المعدات المغمورة من التآكل. غالبًا ما يتم إجراء إصلاحات رئيسية لأنظمة الدفع والتوجيه وكذلك الأنظمة الكهربائية الرئيسية في الحوض الجاف.
قد يتم إصلاح بعض السفن التي تتعرض لأضرار جسيمة في البحر في منشأة مجهزة للإصلاحات الرئيسية، مثل حوض بناء السفن. يمكن أيضًا تحويل السفن لغرض جديد: غالبًا ما يتم تحويل ناقلات النفط إلى وحدات تخزين وتفريغ إنتاج عائمة.

### نهاية الخدمة
يتراوح متوسط العمر المتوقع لمعظم سفن الشحن العابرة للمحيطات بين 20 و 30 عامًا. يمكن أن يستمر المراكب الشراعية المصنوعة من الخشب الرقائقي أو الألياف الزجاجية ما بين 30 و 40 عامًا. يمكن للسفن الخشبية الصلبة أن تدوم لفترة أطول ولكنها تتطلب صيانة دورية. يمكن لليخوت ذات الهيكل الصلب التي يتم صيانتها بعناية أن تتمتع بعمر افتراضي يزيد عن 100 عام.
مع تقدم عمر السفن، تتسبب قوى مثل التآكل والتناضح والتعفن في قوة بدن السفينة، وتصبح السفينة شديدة الخطورة على الإبحار. في هذه المرحلة، يمكن إغراقها في البحر أو تقطيعها بواسطة قواطع السفن. يمكن أيضًا استخدام السفن كسفن متحف، أو يتم إنفاقها لبناء حواجز الأمواج أو الشعاب المرجانية الاصطناعية.
لا تصل العديد من السفن إلى ساحة الخردة، وتضيع في الحرائق أو الاصطدامات أو التأريض أو الغرق في البحر. خسر الحلفاء حوالي 5150 سفينة خلال الحرب العالمية الثانية.

## قياس السفن
يمكن للمرء قياس السفنية من حيث الطول الكلي، الطول بين الخطوط العموديه، طول السفينة في خط الماء، ومن حيث الاتساع، وعمق (المسافة بين التاج من على سطح السفينة الطقس والجزء العلوي من الكلسون مجموعة عوارض طولانية)، المسودة (المسافة بين أعلى خط مائي وقاع السفينة) والحمولة. يوجد عدد من تعريفات الحمولة المختلفة وتستخدم عند وصف السفن التجارية لغرض الرسوم والضرائب وما إلى ذلك.
في بريطانيا كان صموئيل بليمسول الصورة قانون النقل البحري 1876، كان يمكن لملاك السفن تحميل سفنها حتى كانت الطوابق التي تنتشر تقريبا، مما أدى إلى حالة غير مستقرة بشكل خطير. أي شخص وقع على هذه السفينة في رحلة، وعند إدراك الخطر، اختار مغادرة السفينة، يمكن أن ينتهي به المطاف في السجن . أدرك بليمسول، وهو عضو في البرلمان، المشكلة واستعان ببعض المهندسينلاستنباط صيغة بسيطة إلى حد ما لتحديد موضع الخط الموجود على جانب بدن أي سفينة معينة، والذي عند وصوله إلى سطح الماء أثناء تحميل البضائع، يعني أن السفينة وصلت إلى أقصى مستوى تحميل آمن لها. حتى يومنا هذا، هذه العلامة، المسماة «خط بليمسول»، موجودة على جوانب السفن، وتتكون من دائرة ذات خط أفقي يمر بالمركز. في منطقة البحيرات العظمى بأمريكا الشمالية، تم استبدال الدائرة بالماس. نظرًا لأن الأنواع المختلفة من المياه (الصيف، الطازجة، الاستوائية الطازجة، الشتاء شمال المحيط الأطلسي) لها كثافة مختلفة، فقد تطلبت اللوائح اللاحقة طلاء مجموعة من الخطوط أمام علامة Plimsoll للإشارة إلى العمق الآمن (أو حد الطفو فوق السطح) الذي له يمكن تحميل السفينة في مياه بكثافات مختلفة. ومن هنا ظهر «سلم» الخطوط أمام علامة بليمسول حتى يومنا هذا. وهذا ما يسمى «علامة حد الطفو» أو «علامة خط التحميل» في الصناعة البحرية .

## التلوث الذي تحدثه السفن
تلوث السفن هو تلوث الهواء والماء عن طريق الشحن . إنها مشكلة تتسارع مع تزايد عولمة التجارة، مما يشكل تهديدًا متزايدًا لمحيطات العالم والممرات المائية مع استمرار العولمة. ومن المتوقع أن تتضاعف حركة الشحن من وإلى الولايات المتحدة بحلول عام 2020.  بسبب زيادة حركة المرور في موانئ المحيطات، يؤثر التلوث الناجم عن السفن أيضًا بشكل مباشر على المناطق الساحلية. يؤثر التلوث الناتج على التنوع البيولوجي والمناخ والغذاء وصحة الإنسان. ومع ذلك، فإن درجة تلوث البشر وكيفية تأثيره على العالم موضع نقاش كبير وكان موضوعًا دوليًا ساخنًا على مدار الثلاثين عامًا الماضية.

### تسرب النفط
تسرب النفط له آثار مدمرة على البيئة. يحتوي الزيت الخام على هيدروكربونات عطرية متعددة الحلقات (PAHs) والتي يصعب تنظيفها وتدوم لسنوات في الرواسب والبيئة البحرية.  الأنواع البحرية التي تتعرض باستمرار للهيدروكربونات العطرية متعددة الحلقات يمكن أن تظهر مشاكل في النمو، وقابلية للإصابة بالأمراض، ودورات إنجابية غير طبيعية.
بالكمية الهائلة من النفط المنقولة، يجب اعتبار ناقلات النفط الحديثة تهديدًا للبيئة. يمكن أن تحمل ناقلة النفط مليوني برميل (318,000 م 3) من النفط الخام، أو 84,000,000 جالون أمريكي (69,940,000 غالون إمب ؛ 318,000,000 لتر). هذا هو أكثر من ستة أضعاف الكمية المنسكبة في حادثةإكسون فالديز المعروفة على نطاق واسع . في هذا التسرب، جنحت السفينة وألقت 10,800,000 جالون أمريكي (8,993,000 غالون إمب ؛ 40,880,000 لتر) من النفط في المحيط في مارس 1989. على الرغم من جهود العلماء والمديرين والمتطوعين، أكثر من 400,000 طائر بحري، وحوالي 1,000 ثعالب البحر، وتم قتل أعداد هائلة من الأسماك.
قام الاتحاد الدولي لتلوث مالكي الناقلات بإجراء أبحاث في 9351 حالة انسكاب عرضي منذ عام 1974.  ووفقًا لهذه الدراسة، فإن معظم حالات الانسكاب ناتجة عن العمليات الروتينية مثل تحميل البضائع وتفريغ الشحنات واستخدام زيت الوقود.  91٪ من تسربات النفط التشغيلية كانت صغيرة، مما أدى إلى أقل من 7 أطنان لكل انسكاب.  الانسكابات الناتجة عن حوادث مثل الاصطدام، والتأريض، وانهيار الهيكل، والانفجارات أكبر بكثير، حيث تتضمن 84٪ منها خسائر تزيد عن 700 طن.
في أعقاب تسرب Exxon Valdez، أصدرت الولايات المتحدة قانون التلوث النفطي لعام 1990 (OPA-90)، والذي تضمن شرطًا بأن جميع الناقلات التي تدخل مياهها تكون ذات هيكل مزدوج بحلول عام 2015. بعد غرق إيريكا (Erika 1999) وبريستيج (Prestige 2002)، أصدر الاتحاد الأوروبي حزمه الصارمة المضادة للتلوث (المعروفة باسم Erika I و II و III)، والتي تتطلب أن تكون جميع الناقلات التي تدخل مياهه مزدوجة الهيكل بحلول عام 2010. حزم Erika مثيرة للجدل لأنها قدمت مفهوم قانوني جديد عن «الإهمال الجسيم».

### مياه الصابورة
عندما تقوم سفينة كبيرة مثل سفينة حاويات أو ناقلة نفط بتفريغ حمولتها، يتم ضخ مياه البحر في حجرات أخرى في الهيكل للمساعدة في استقرار السفينة وتحقيق توازنها. أثناء التحميل، يتم ضخ مياه الصابورة هذه من هذه الحجيرات.
إحدى مشكلات نقل مياه الصابورة هي نقل الكائنات الحية الضارة. يعتقد Meinesz  أن واحدة من أسوأ الحالات التي تسبب ضررًا لنوع واحد من الأنواع الغازية يمكن أن تعزى إلى قناديل البحر التي تبدو غير ضارة . تسبب منيميبوس ليديي بالإنكليزية: Mnemiopsis leidyi، وهو نوع من قنديل البحر المشط الذي يسكن مصبات الأنهار من الولايات المتحدة إلى شبه جزيرة فالديس في الأرجنتين على طول ساحل المحيط الأطلسي، في أضرار ملحوظة في البحر الأسود . تم تقديمه لأول مرة في عام 1982، ويعتقد أنه تم نقله إلى البحر الأسود في مياه صابورة السفينة. ارتفع عدد سكان قنديل البحر بشكل كبير، وبحلول عام 1988، كان يعيث فسادًا في صناعة الصيد المحلية . «انخفض صيد الأنشوجة من 204000 طن (225000 طن قصير؛ 201000 طن طويل) في عام 1984 إلى 200 طن (220 طنًا قصيرًا ؛ 197 طنًا طويلاً) في عام 1993 ؛ الإسبرط من 24600 طن (27100 طن قصير ؛ 24200 طن طويل) في عام 1984 إلى 12000 طن (13200 طن قصير ؛ 11800 طن طويل) في عام 1993 ؛ سمك الماكريل من 4000 طن (4410 طن قصير ؛ 3940 طن طويل) في عام 1984 إلى صفر في عام 1993.»  الآن بعد أن استنفد قناديل البحر العوالق الحيوانية، بما في ذلك يرقات الأسماك، انخفض عددها بشكل كبير، ومع ذلك فهي تواصل السيطرة على النظام البيئي. تم اكتشاف قناديل البحر مؤخرًا في بحر قزوين. يمكن للأنواع الغازية الاستيلاء على المناطق التي كانت محتلة من قبل، وتسهيل انتشار الأمراض الجديدة، وإدخال مواد وراثيةجديدة، وتغيير المناظر الطبيعية، وتعريض قدرة الأنواع المحلية على الحصول على الغذاء للخطر. «على اليابسة وفي البحر، الأنواع الغازية مسؤولة عن حوالي 137 مليار دولار من خسائر الإيرادات وتكاليف الإدارة في الولايات المتحدة كل عام».
يمكن أن يؤدي تصريف الصابورة والسنون من السفن أيضًا إلى انتشار مسببات الأمراض البشرية والأمراض والسموم الضارة الأخرى التي قد تسبب مشاكل صحية للإنسان والحياة البحرية على حد سواء. التصريفات في المياه الساحلية، إلى جانب مصادر التلوث البحري الأخرى، من المحتمل أن تكون سامة للنباتات البحرية والحيوانات والكائنات الحية الدقيقة، مما يتسبب في حدوث تغييرات مثل التغيرات في النمو، وتعطيل الدورات الهرمونية، والعيوب الخلقية، وقمع الجهاز المناعي، والاضطرابات الناتجة في السرطان، أورام، وتشوهات وراثية أو الموت حتى.

### انبعاثات العادم
تعتبر انبعاثات العادم من السفن مصدرًا مهمًا لتلوث الهواء. «السفن البحرية مسؤولة عن ما يقدر بـ 14 في المائة من انبعاثات النيتروجين من الوقود الأحفوري و 16 في المائة من انبعاثات الكبريت من الاستخدامات البترولية في الغلاف الجوي.»  تشكل السفن في أوروبا نسبة كبيرة من الكبريت الذي يتم إدخاله في الهواء، «نفس كمية الكبريت مثل جميع السيارات والشاحنات والمصانع في أوروبا مجتمعة».  «بحلول عام 2010، يمكن أن يأتي ما يصل إلى 40٪ من تلوث الهواء فوق اليابسة من السفن.»  يتسبب الكبريت الموجود في الهواء في هطول أمطار حمضية تؤدي إلى إتلاف المحاصيل والمباني. عند استنشاقه، من المعروف أن الكبريت يسببمشاكل في الجهاز التنفسي ويزيد من خطر الإصابة بنوبة قلبية.

### انهيار السفينة
تكسير السفن أو هدمها هو نوع من التخلص من السفن يتضمن تفتيت السفن لإعادة تدوير الخردة، مع التخلص من الهياكل في مقابر السفن . تتمتع معظم السفن بعمر افتراضي يصل إلى بضعة عقود قبل أن يكون هناك الكثير من التآكل بحيث يصبح التجديد والإصلاح غير اقتصادي. يسمح تكسير السفينة بإعادة استخدام المواد من السفينة، وخاصة الفولاذ.
بالإضافة إلى الفولاذ والمواد المفيدة الأخرى، يمكن أن تحتوي السفن (خاصة السفن القديمة) على العديد من المواد المحظورة أو التي تعتبر خطرة في البلدان المتقدمة . ومن الأمثلة النموذجية الأسبست وثنائي الفينيل متعدد الكلور (PCBs). تم استخدام الأسبستوس بكثافة في بناء السفن حتى تم حظره أخيرًا في معظم دول العالم المتقدم في منتصف الثمانينيات. في الوقت الحالي، تعني التكاليف المرتبطة بإزالة الأسبستوس، إلى جانب التأمين والمخاطر الصحية الباهظة التكلفة، أن تفكيك السفن في معظم البلدان المتقدمة لم يعد مجديًا اقتصاديًا. يمكن أن تكلف إزالة المعدن للخردة أكثر من قيمة الخردة للمعدن نفسه. ومع ذلك، في معظم العالم النامي، يمكن أن تعمل أحواض بناء السفن دون التعرض لخطر الإصابة الشخصية أو المطالبات الصحية للعمال، مما يعني أن العديد من أحواض بناء السفن هذه قد تعمل مع مخاطر صحية عالية. علاوة على ذلك، يحصل العمال على أجور منخفضة للغاية بدون ساعات عمل إضافية أو بدلات أخرى. في بعض الأحيان تكون معدات الحماية غائبة أو غير كافية. يمكن استنشاق الأبخرة والأبخرة الخطرة الناتجة عن حرق المواد، كما أن المناطق المتربة المحملة بالأسبستوس حول مواقع الانهيار هذه شائعة.
بصرف النظر عن صحة عمال الفناء، في السنوات الأخيرة، أصبح تكسير السفن أيضًا قضية بيئية رئيسية . العديد من الدول النامية، التي توجد فيها ساحات تفكيك السفن، لديها قانون بيئي متساهل أو لا يوجد بها قانون بيئي، مما يسمح بكميات كبيرة من المواد شديدة السمية للهروب إلى البيئة والتسبب في مشاكل صحية خطيرة بين قاطني السفن والسكان المحليين والحياة البرية مما أثار اهتمام مجموعات الحملات البيئية مثل حملة السلام الأخضر منظمة السلام الأخضر لأن لهذه القضية أولوية عالية لحملاتهم.